# Varmis
Els varmis foren una de les tribus eslaves que habitaren a la regió de Prússia, en la costa del Bàltic. El territori que ocupaven s'anomenà Vàrmia (en polonès: Warmia, en llatí: Varmia, en alemany: Ermland, en lituà: Varmė), que queda dins l'actual Polònia.
Poc després de la creació de l'estat polonès pels ducs dels polans occidentals, vers el 997 començaren a voler annexar el territori dels varnis. Primer insistiren en convertir-los al cristianisme i quan no acceptaren planejaren conquerir-los per la força. Conrad I de Masòvia inicià les croades contra ells i altres tribus prussianes. Per accelerar aquest procés el duc demanà la col·laboració de l'Orde Teutònic. A poc a poc, els varmis foren conquerits i cristianitzats. Els cavallers teutons fundaren ciutats en el seu territori i establiren colònies d'alemanys i polonesos. Amb els segles els varmis perderen la pròpia identitat i llengua.

## Territori
Vàrmia era un territori situat entre els rius Łyna (afluent del Pregel), Pasłęka i la llacuna del Vístula. Els seus veïns a l'oest eren els pogesanis, a l'est els natangis i al sud els bartis.

## Història
Després que l'Orde Teutònic s'establís a Cúlmerland el 1230, iniciaren una campanya progressiva de conquesta i conversió forçada de totes les tribus prussianes. Els varmis, juntament amb els bartis i els natangis, foren subjugats entre el 1238 i el 1241. Durant una de les primeres expedicions d'atac a Vàrmia, els croats destruïren Honeda, una fortalesa dels varmis, i al seu lloc construïren una altra de maons que anomenaren Balga, després empraren Balga com a base d'operacions per les següents conquestes. Aquesta fortalesa fou una de les cinc que no fou capturada pels rebels duran la primera revolta prussiana, que esclatà el 1242 i acabà el 1249 amb la signatura del Tractat de Christburg. Els cavallers teutons també construïren a Vàrmia els castells de Braunsberg i Heilsberg.
En la batalla de Durbe, el 1260, els teutons patiren una greu derrota i això engrescà els prussians per fer un altre alçament general que duraria catorze anys. Durant aquest període els varmis nomenaren Glappo com a líder i participar en la revolta. En la primera etapa de l'alçament, Glappo i el seu exèrcit capturà Brauensberg, però fallaren en l'intent de conquerir Balga. El 1266, els governants de Brandenburg arribaren a Prússia i construïren un castell en la frontera entre Vàrmia i Natàngia, a mig camí entre els castells de Balga i Königsberg. Aquest nou castell fou anomenat Brandenburg (en l'actual ciutat d'Ushakovo) i hagué de resistir diversos atacs prussians. El 1273, quan provava de recuperar per al seu poble la fortalesa de Brandenburg, Glappo fou capturat i penjat. L'alçament acabà l'any següent i fou la darrera vegada que els varmis es rebel·laren. Després foren lentament assimilats per la cultura dels alemanys i els polonesos. Els polonesos s'establiren a Vàrmia en gran nombre després de la Segona Pau de Thorn (1466), i el bisbat-principat que havien creat els teutons passà sota sobirania del Regne de Polònia, dins la província de la Prússia reial.

## Etimologia
Els lingüistes han proposat diverses teories sobre l'origen de la paraula Vàrmia:
- Podria derivar d'un terme prussià, wormyan que voldria dir «rogenc»
- També podria venir d'un terme en lituà, varmas, que vol dir «cuc» i, en aquest cas, el nom podria tenir els seus orígens en un lloc de culte, ja que els cucs eren considerats animals representants de la fertilitat.[7]
- Segons l'etimologia popular, la paraula Vàrmia vindria del nom del cap que fundà la tribu anomenat Warmo i la paraula Ermland, emprada pels alemanys, vindria del nom de la seva vídua, Erma.